# チョロ県
チョロ県 (チョロけん、Thyolo district) は、マラウイ南部州にある県であり、中心となる都市もチョロ (Thyolo Town) である。

## チョロ県
チョロは1715 km²の面積を持ち、45万8976人の人口を擁する県である。また、この県はムランジェ県、ブランタイヤ県、チラズル県、チクワワ県、ンサンジェ県と接しており、さらに県南東部はモザンビークとの国境となっている。